# Martin Henderson
Martin Henderson (* 8. října 1974, Auckland, Nový Zéland) je novozélandský herec, známý hlavně díky roli v seriálu Off the Map a roli v seriálu Chirurgové. V roce 2002 si zahrál v úspěšném hororovém filmu Kruh.

## Životopis a kariéra
Herectví se začal věnovat ve třinácti letech, kdy se objevil v pořadu „Strangers“ z produkce jedné lokální televize. Navštěvoval základní školu Birkenhead Primary a poté chlapeckou střední školu Westlake Boys' High School. V letech 1992 až 1995 účinkoval v seriálu Shortland Street v roli Stuarta Neilsona a následně se objevil v několika australských filmech a televizních pořadech. V roce 1997 se odstěhoval do USA, aby zde mohl pokračovat v budování své herecké kariéry prostřednictvím účinkování v hollywoodských filmech a navštěvovat dvouleté studium na divadelní škole Neighborhood Playhouse v New Yorku.
Více než rok strávil neúspěšným obcházením konkurzů v Los Angeles, až byl konečně v roce 2001 obsazen do válečného filmu Kód Navajo režírovaného Johnem Woo. V roce 2002 si zahrál po boku herečky Naomi Watts v hororovém snímku Kruh. Díky kasovnímu úspěchu tohoto filmu získal Henderson hlavní roli ve filmu z motorkářského prostředí Torque: Ohnivá kola, který byl uveden do kin začátkem roku 2004 a obdržel poněkud rozporuplné kritiky.
V roce 2005 se spolu s indickou herečkou Aishwaryou Rai objevil v bollywoodské variaci na Pýchu a předsudek od Jane Austen Moje velká indická svatba a v několika cenami ověnčeném filmu Malá ryba s Cate Blanchettovou v hlavní roli.
Henderson si také zahrál malou roličku ve videoklipu Britney Spears k písni „Toxic“.
Spolu s herečkou Jordanou Brewster se objevil v hlavní roli televizního filmu Mr. & Mrs. Smith natáčeném podle stejnojmenného filmu z roku 2005 s Angelinou Jolie a Bradem Pittem. V roce 2010 byl obsazení do medicínského dramatu Shondy Rhimes Off the Map. Seriál by však po jedné sérii zrušen. Jednu z hlavních rolí si zahrál v australském seriálu Secret & Lies. V červnu 2015 získal hlavní roli v seriálu Chirurgové. Ten rok si také zahrál s Jakem Gyllenhaalem v dramatu Everest.

## Filmografie

### Film
| Rok  | Název                        | Role             | Poznámky |
| ---- | ---------------------------- | ---------------- | --- |
| 1990 | Dobyvatel jižních moří       | Jack Taylor      | televizní film |
| 1999 | Kick                         | Tom Bradshaw     | nominace – AACTA Award v kategorii nejlepší herec ve vedlejší roli                                                                 |
| 2000 | The Summer of My Deflowering | Luke             | krátkometrážní film |
| 2002 | Kód Navajo                   | Thomas Nellie    | |
| 2002 | Kruh                         | Noah Clay        | |
| 2003 | Skagerrak                    | Ian/Ken          | |
| 2004 | Torque: Ohnivá kola          | Cary Ford        | |
| 2004 | Dokonalé protiklady          | Drew Curtis      | |
| 2004 | Moje velká indická svatba    | William Darcy    | |
| 2005 | Malá ryba                    | Ray Robert Heart | nominace – AFI Award v kategorii nejlepší herec ve vedlejší roli nominace – FCCA Award v kategorii nejlepší herec ve vedlejší roli |
| 2006 | Rytíři nebes                 | Reed Cassidy     | |
| 2006 | Sejmi eso                    | Hollis Elmore    | |
| 2007 | Vzpoura v Seattlu            | Jay              | |
| 2009 | Cedar Boys                   | Mathew           | |
| 2010 | Home by Christmas            | Mladý Ed         | |
| 2013 | The Moment                   | John/Peter       | |
| 2013 | Ďáblův uzel                  | Brent Davis      | |
| 2015 | Everest                      | Andy Harris      | |
| 2016 | Zázraky z nebe               | Kevin Beam       | |
| 2018 | Oni 2: Noční kořist          | Mike             | |
| 2018 | Hellbent                     | Jeb Dupre        | |
| 2018 | Juveniles                    | Oliver           | |

### Televize
| Rok        | Název                      | Role                      | Poznámky                                                                      |
| ---------- | -------------------------- | ------------------------- | ----------------------------------------------------------------------------- |
| 1989       | Strangers                  | Zane                      |                                                                               |
| 1990       | Betty's Bunch              | —                         |                                                                               |
| 1992–95    | Shortland Street           | Stuart Neilson            |                                                                               |
| 1995       | Echo Point                 | Zac Brennan               |                                                                               |
| 1996       | Pot a dřina                | Tom Nash                  | hlavní role, 26 dílů                                                          |
| 1996       | Home and Away              | Geoff Thomas              | 7 dílů                                                                        |
| 1997–99    | Letecká společnost Big Sky | Scotty Gibbs              | hlavní role, 53 dílů                                                          |
| 2009       | Dr. House                  | Jeff                      | díl: „Painless“ nominace – AFI International Award v kategorii nejlepší herec |
| 2011       | Off the Map                | Dr. Benjamin "Ben" Keeton | hlavní role, 13 dílů                                                          |
| 2012       | Rake                       | Joshua Floyd              | 2 díly                                                                        |
| 2014–2015  | The Red Road               | Harold Jensen             | hlavní role, 12 dílů                                                          |
| 2014       | Secrets & Lies             | Ben Gundelach             | hlavní role, 6 dílů                                                           |
| 2015–2017  | Chirurgové                 | Dr. Nathan Riggs          | hlavní role, 45 dílů                                                          |
| 2019–dosud | Virgin River               | Jack Sheridan             | hlavní role                                                                   |

### Internet
| Rok     | Název         | Role             | Poznámky |
| ------- | ------------- | ---------------- | -------- |
| 2013–14 | Auckland Daze | Martin Henderson | 3 díly   |

### Hudební video
| Rok  | Název skladby | Umělec         | Role   |
| ---- | ------------- | -------------- | ------ |
| 2003 | „Toxic“       | Britney Spears | přítel |